# Room to Grow
Room to Grow es el primer álbum de estudio de la banda británica Barnaby Bye. Fue publicado en octubre de 1973 a través de Atlantic Records.

## Antecedentes
En 1970, los hermanos Alessi—Billy y Bobby—estaban trabajando en el elenco de Broadway de Hair, cuando el ex guitarrista de Blues Magoos, Peppy Castro, se unió al musical. Los tres formaron la banda Barnaby Bye y, con Mike Ricciardella en la batería, la banda firmó con Atlantic Records. Ahmet Ertegün, cofundador del sello discográfico, produjo personalmente su primer álbum.

## Recepción de la crítica
Un escritor no especificado de la revista Record World elogió las “excelentes voces grupales e instrumentación inteligente” de la banda. Un escritor no especificado de la revista Billboard comentó: “La suave mezcla armónica de este nuevo grupo recuerda a los sofisticados Beach Boys. Pero hay grandes esfuerzos sinfónicos que discurren contrastando el material de rock”.
En su reseña en retrospectiva para AllMusic, J. Scott McClintock declaró: “Con la formidable combinación de talento, buena apariencia y un productor de clase mundial, sorprende que el álbum debut de Barnaby Bye, Room to Grow, no fuera un éxito desbocado. [...] Su combinación de composiciones inspiradas en los Beatles, armonías vocales tipo Queen y predilección por el camp realmente funcionó porque tenían el talento suficiente para lograrlo sin sonar completamente derivado. [...] Room to Grow, un esfuerzo sólido, divertido y agradable, debería encontrar un lugar cómodo en cualquier colección seria de pop/rock de los años 1970”.

## Lista de canciones
| Lado uno |                             |                           |          |  |
| N.º      | Título                      | Escritor(es)              | Duración |  |
| 1.       | «The Day Came On»           | Peppy Castro              | 3:22     |  |
| 2.       | «I Feel for You»            | Billy Alessi              | 2:57     |  |
| 3.       | «She Was Pleased»           | Bobby Alessi              | 2:56     |  |
| 4.       | «I Think I'm Gonna Like It» | Castro Kenneth Stuart Jr. | 3:06     |  |
| 5.       | «Boopa»                     | Billy Alessi Bobby Alessi | 3:05     |  |
| 6.       | «The Way»                   | Bobby Alessi              | 0:51     |  |
| 7.       | «Laneya»                    | Bobby Alessi Mary Kelly   | 4:06     |  |

| Lado dos |                                |                            |          |  |
| N.º      | Título                         | Escritor(es)               | Duración |  |
| 1.       | «Jessie Girl»                  | Castro Kelly               | 4:29     |  |
| 2.       | «Marsha Mamaillia»             | Billy Alessi Bobby Alessi  | 3:28     |  |
| 3.       | «Dreamer»                      | Bobby Alessi               | 3:47     |  |
| 4.       | «Something Good About Nothing» | Billy Alessi               | 3:05     |  |
| 5.       | «I Won't Step on Your Shoes»   | Bobby Alessi               | 1:16     |  |
| 6.       | «She's Leaving Home»           | John Lennon Paul McCartney | 2:52     |  |

## Créditos y personal
Créditos adaptados desde las notas de álbum de Room to Grow.
Barnaby Bye
- Peppy Castro – guitarra, bajo eléctrico, voces
- Billy Alessi – teclados, arpa, voces
- Bobby Alessi – guitarra, bajo eléctrico, voces
- Mike Ricciardella – batería, percusión, voces

Músicos adicionales
- Kenneth “Hank” Stuart Jr. – piano Ragtime (5)
- Charlie Brown – guitarra líder (6)
- Jonathan Stuart – guitarra acústica (6)
- Billy Lindner – batería (6)
- Leate Galloway – voz sexy (11)

Personal técnico
- Barnaby Bye – productor
- Ahmet Ertegün – productor
- Judy Knight – productora asistente
- Gene Paul – productor asistente, ingeniero de audio, mezclas
- Lew Hahn – ingeniero de audio
- Bill Robertson – ingeniero de audio (5)
- Joel Kerr – ingeniero de audio (12)
- Jonathan Stuart – representante artístico
- David Gahr – fotografía